# Fluorapofillite-(Cs)
La fluorapofillite-(Cs) (simbolo IMA: Fapo-Cs) è un minerale molto raro del gruppo dell'apofillite appartenente alla classe dei "silicati e germanati" con la composizione chimica CsCa4(Si8O20)F(H2O)8 ed è quindi chimicamente un silicato di cesio-calcio contenente acqua con ioni fluoro aggiuntivi. Strutturalmente, appartiene ai fillosilicati.

## Etimologia e storia
Il massiccio roccioso Darai-Pioz è una località tipo 40 diversi minerali riconosciuti dall'IMA, tra cui un certo numero di minerali contenenti cesio. Il primo di questi minerali fu la kupletskite-(Cs), che fu descritta per la prima volta nel 1971. Solo nel 2017, altri quattro minerali contenenti cesio furono descritti per la prima volta dalla morena del ghiacciaio Darai-Pioz: odigitriaite (CsNa5Ca5[Si14B2O38]F2 (IMA 2015-028), mendeleevite-(Nd) ((Cs,☐)6(☐,Cs)6(☐,K)6(REE,Ca)30(Si70O175)(OH,H2O,F)35) (IMA 2015-031), garmite (CsLiMg2(Si4O10)F2 (IMA 2017-008) e gorbunovite (CsLi2(Ti,Fe)(Si4O10)(F,OH,O)2 (IMA 2017-040). In questo contesto, un gruppo di lavoro internazionale ha studiato le fluorapofilliti del massiccio roccioso di Darai-Pioz. Dopo appropriate analisi, si è scoperto che da un lato esistono cristalli di fluorapofillite-(K) con zone ricche di cesio da questa località, e che dall'altro anche le "fluorapofilliti" dominate dal cesio si trovano negli aggregati di quarzo-pectolite di questa località. Questa fase si rivelò essere un nuovo rappresentante del gruppo delle apofilliti.
La fluorapofillite-(Cs) è l'analogo del cesio della fluorapofillite-(K), oltre che l'analogo del sodio della fluorapofillite-(Na), e deve pertanto il suo nome a questi minerali, in conformità con la nomenclatura di questo gruppo minerale.
La sua località tipo è in Tagikistan sul ghiacciaio Darai-Pioz nei monti Alaj, mentre il suo campione tipo è conservato presso il Museo mineralogico "A.E. Fersman" dell'Accademia russa delle scienze a Mosca (Russia) con il numero di catalogo 5280/1.

## Classificazione
Essendo un minerale approvato dall'Associazione Mineralogica Internazionale (IMA) solo nell'aprile 2019, la fluorapofillite-(Cs) è elencata solo nella decima edizione della sistematica dei minerali secondo Strunz, dove è l'unico membro del sistema nº 9.EA.07.
Naturalmente la nona edizione della sistematica dei minerali di Strunz, valida dal 2001 al 2009, non elenca ancora la fluorapofillite-(Cs). Si prevede che venga classificata nella classe "9. Silicati (germanati)" e lì nella sottoclasse "9.E Fillosilicati"; questa è ulteriormente suddivisa in base alla struttura degli strati, in modo che il minerale si troverebbe nella suddivisione "9.EA Reti singole di tetraedri con anelli di 4, 5, (6) e 8 membri" in base alla sua struttura, dove insieme a fluorapofillite-(K), hydroxyapophyllite-(K) e fluorapofillite-(Na), con le quali forma il "gruppo dell'apofillite" con il sistema nº 9.EA.15.
Anche la sistematica dei minerali secondo Dana, che viene utilizzata principalmente nel mondo anglosassone, non elenca la fluorapofillite-(Cs). Si prevede che venga classificata nella classe dei "silicati e germanati" e lì nella sottoclasse dei "minerali fillosilicati". Qui sarebbe insieme a fluorapofillite-(K), hydroxyapophyllite-(K), fluorapofillite-(Na) e carletonite nel "gruppo dell'apofillite (anelli a 4 e 8 membri)" con il sistema nº 72.03.01 all'interno della sottosezione "fillosilicati: strati illimitati bidimensionali con anelli diversi da quelli a sei membri: anelli a 3, 4 o 5 membri e anelli a 8 membri".

## Chimica
Le medie di dieci analisi con microsonda elettronica su un campione di fluorapofillite-(Cs) della località tipo hanno restituito il 48,78% di silice (SiO2), 0,05% ossido di alluminio (Al2O3), 22,69% ossido di calcio (CaO), 10,71% ossido di cesio (Cs2O), 1,13% di ossido di potassio (K2O), 0,04% ossido di sodio (Na2O), 14,61% di acqua (H2O). Sulla base della formula di 29 (O + F) atomi per unità di misura (apfu) si calcola la seguente formula empirica:
{\displaystyle \mathrm {(Cs_{0,75}K_{0,24})_{\Sigma =0,99}(Ca_{3,99}Na_{0,01})_{\Sigma =4,0}(Si_{8,01}Al_{0,01})_{\Sigma =8,02}O_{20,03}F_{0,97}(H_{2}O)_{8}} }
che porta a
{\displaystyle \mathrm {(Cs,K)(Ca,Na)_{4}(Si,Al)_{8}O_{20}F(H_{2}O)_{8}} }
e idealizzato in CsCa4Si8O20F(H2O)8. Questa formula idealizzata richiede il 48,03% di silice, 22,41% di ossido di calcio, 14,07% di ossido di cesio, 14,40% di acqua e 1,90% di fluoro.
La formula ufficiale dell'IMA per la fluorapofillite-(Cs) corrisponde alla notazione di Agakhanov e colleghi ed è data come CsCa4(Si8O20)F(H2O)8. La notazione secondo Strunz, se si segue la notazione per gli altri rappresentanti del gruppo delle apofilliti è CsCa4[F|(Si4O10)2] • 8(H2O). Come di consueto, il gruppo anionico è riassunto in una parentesi quadra.
Chimicamente simili alla fluorapofillite-(Cs) sono mendeleevite-(Ce), mendeleevite-(Nd) e potassio-mendeleevite-(Ce) (Cs6K6(REE22Ca6)(Si70O175)OH,F)20(H2O)15.

## Abito cristallino
La fluorapofillite-(Cs) cristallizza nel sistema tetragonale nel gruppo spaziale P4/mnc (gruppo nº 128) con i parametri reticolari a = 9,060(6) Å e c = 15,741(11) Å, e con 2 unità di formula per cella unitaria.

## Proprietà
La fluorapofillite-(Cs) è incolore, mentre il colore del suo striscio è sempre bianco. Le superfici dei grani e degli aggregati, che sono probabilmente trasparenti a seconda del colore del minerale, mostrano una caratteristica lucentezza simile al vetro. La fluorapofillite-(Cs) ha una rifrazione medio-alta (nε = 1,544; nω = 1,540) e una birifrangenza molto bassa (δ = 0,004). Alla luce incidente, la fluorapofillite-(Cs) non mostra pleocroismo.
La fluorapofillite-(Cs) mostra una scissione molto perfetta. A causa della sua fragilità, tuttavia, il minerale si frattura in modo simile all'halite o alla galena. La fluorapofillite-(Cs) ha una durezza Mohs compresa tra 4,5 e 5 ed è quindi uno dei minerali medio-duri che possono essere facilmente graffiati con un coltellino tascabile, come i minerali di riferimento fluorite (durezza 4) o fluorapatite (durezza 5). La durezza Vickers è VHN100 = 480 kg/mm2, con valori misurati compresi tra 468 e 502 kg/mm2. La densità misurata per la fluorapofillite-(Cs) è di 2,54 g/cm³ e la densità calcolata è di 2,513 g/cm³.
La fluorapofillite-(Cs) non mostra fluorescenza né nella luce ultravioletta a onde lunghe né in quella a onde corte.

## Origine e giacitura
La fluorapofillite-(Cs) è un minerale che si forma idrotermalmente ed è stata rinvenuta associata a quarzo, pectolite, baratovite, egirina, leucosphenite, pirocloro, neptunite, fluorapofillite-(K) e reedmergnerite.
Il minerale è stato rinvenuto solo nella sua località tipo, il ghiacciaio Darai-Pioz nei monti Alaj in Tagikistan.